# Barano d'Ischia
Barano d'Ischia é uma comuna italiana da região da Campania, província de Nápoles, com cerca de 8.577 habitantes. Estende-se por uma área de 11 km², tendo uma densidade populacional de 780 hab/km². Faz fronteira com Casamicciola Terme, Ischia, Serrara Fontana.

É um dos seis municípios que formam a ilha de Ísquia.

## Demografia
| Variação demográfica do município entre 1861 e 2011                               |
|                                                                                   |
| Fonte: Istituto Nazionale di Statistica (ISTAT) - Elaboração gráfica da Wikipedia |